# Remy van Heugten

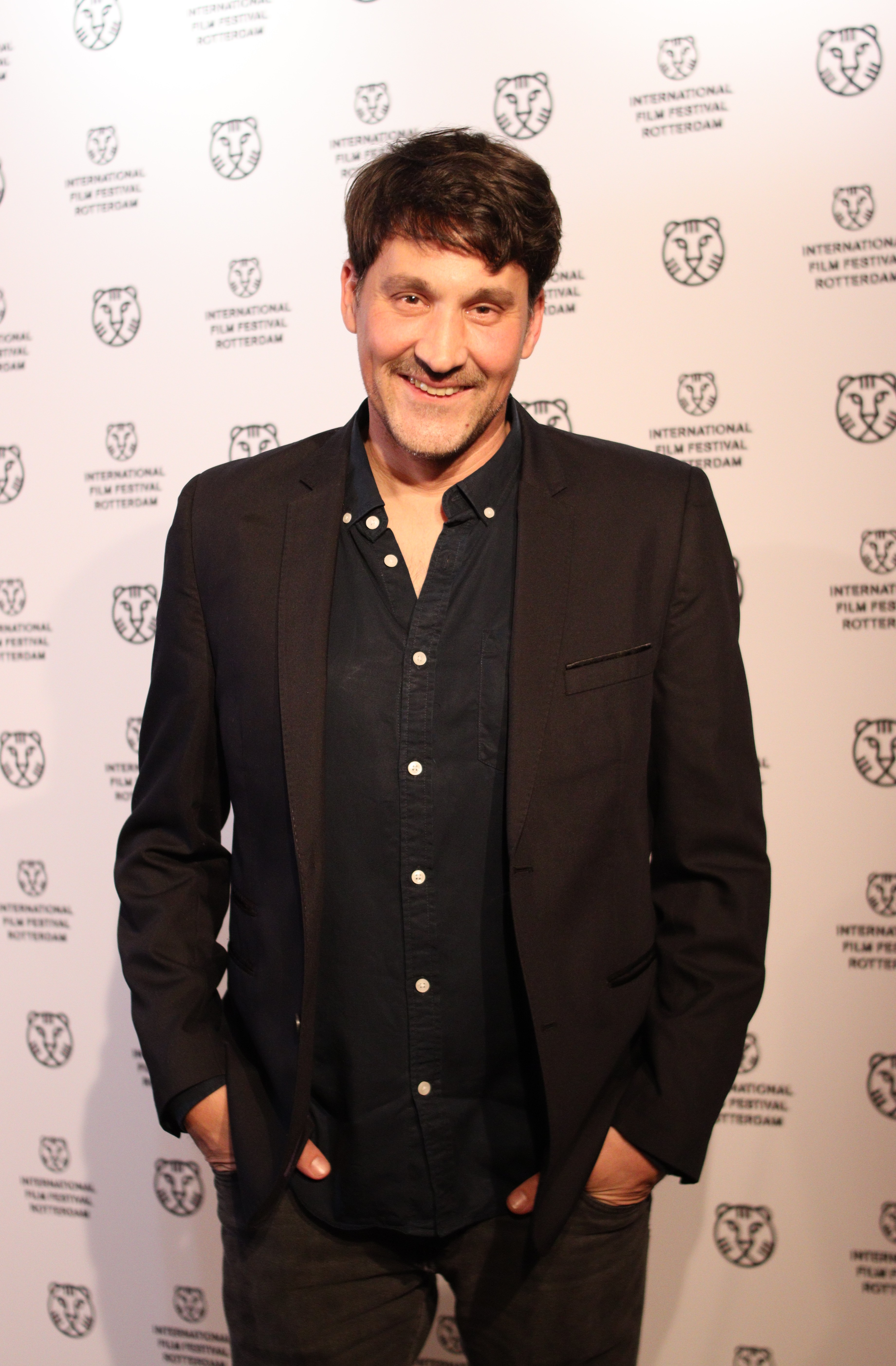
Remy van Heugten bei der Premiere des Films Mascotte beim International Film Festival Rotterdam 2023

Remy van Heugten (* 12. Februar 1976 in Heerlen) ist ein niederländischer Filmregisseur und Drehbuchautor.

## Leben
Remy van Heugten wurde 1976 in Heerlen im Südosten der niederländischen Provinz Limburg geboren. Er studierte an der LUCA School of Arts im belgischen Gent, die er 2000 abschloss, und besuchte später die Niederländische Filmakademie in Amsterdam. Sein dortiger Abschlussfilm Over rozen von 2004 gewann in den Niederlanden verschiedene Filmpreise und wurde im Rahmen der Student Academy Awards nominiert.
Sein erster Spielfilm Valentino kam im Jahr 2013 in die niederländischen Kinos. Sein zweiter Spielfilm Gluckauf, in dem der moderne Outlaw Vester gemeinsam mit seinem Sohn versucht, in der verarmten und vernachlässigten niederländischen Provinz Limburg über die Runden zu kommen, gewann beim Niederländischen Filmfestival den Preis für die beste Regie. Sein dritter Spielfilm Mascotte feierte im Januar 2023 beim Slamdance Film Festival seine Premiere und wurde hiernach beim International Film Festival Rotterdam gezeigt.

## Filmografie
- 2004: Over rozen (Kurzfilm)
- 2007: Kip (Kurzfilm)
- 2009: Nat (Kurzfilm)
- 2011–2012: Hoe overleef ik? (Fernsehserie, 8 Folgen)
- 2012: Roken als een Turk (Kurzfilm)
- 2013: Valentino
- 2015: Gluckauf
- 2017: De 12 van Oldenheim (Fernsehserie, 4 Folgen)
- 2020: Het A-woord (Fernsehserie, 4 Folgen)
- 2022: Judas (Fernsehserie, 5 Folgen)
- 2023: Mascotte

## Auszeichnungen
Cinekid
- 2012: Auszeichnung mit dem Television Award - Fiction (Hoe overleef ik?)[6]

Film Festival Oostende
- 2023: Nominierung als Bester Film im COOP!-Competition (Mascotte)[7]

International Film Festival Rotterdam
- 2015: Nominierung für den Tiger Award (Gluckauf)[8]

Niederländisches Filmfestival
- 2004: Auszeichnung mit dem Tuschinski Award (Over rozen)
- 2006: Lobende Erwähnung beim Preis der Stadt Utrecht (Shahram & Abbas)
- 2013: Nominierung für den Publikumspreis (Valentino)
- 2015: Auszeichnung für die Beste Regie (Gluckauf)[1]

Slamdance Film Festival
- 2023: Nominierung für den Jury Award – Breakouts (Mascotte)